# Rhynchostruthus
Rhynchostruthus là một chi chim trong họ Fringillidae.